# Cratere Soffen
Soffen  è un cratere sulla superficie di Marte.